# Carmen Díez de Rivera
Carmen Díez de Rivera Icaza (Madrid, 29 agosto 1942 – Madrid, 29 novembre 1999) è stata una politica spagnola, eurodeputata dal 1987 al 1999.

## Biografia
Nata da María Sonsoles de Icaza y de León, moglie di Francisco de Paula Díez de Rivera y Casares, marchese de Llanzol, era figlia naturale di Ramón Serrano Súñer, cognato del generale Francisco Franco.
In Spagna ebbe un ruolo durante la transizione dal franchismo alla democrazia. Amica di Juan Carlos e della moglie Sofia, era capo di gabinetto del ministro segretario generale del Movimento Adolfo Suarez e tramite lei il nuovo re decise nel 1976 di affidare a Suarez l'incarico di primo ministro per avviare la transizione democratica. In questo primo governo di Suarez fu capo di gabinetto.
Aderì negli anni '80 al Centro Democratico e Sociale e nel 1987 fu eletta al Parlamento europeo. Lasciò il partito quando questi aderì all'internazionale liberale e nel 1989 e nel 1994 fu confermata europarlamentare con il PSOE, fino al 1999.
Morì quell'anno di cancro.